# Терещенко, Зинаида Филипповна
Зинаида Филипповна Терещенко (17 [30] октября 1912, Вербовое, Таврическая губерния — 11 декабря 2007, Запорожье) — зуборезчица Запорожского машиностроительного завода. Герой Социалистического Труда (1960).

## Биография
Родилась 17 (30) октября 1912 года в селе Вербовое (ныне в Пологовском районе Запорожской области) в семье крестьян. Украинка. Беспартийная.
Рабочую деятельность начала зуборезчиком на Запорожском моторостроительном заводе в 1933 году. В 1941 году вместе с заводом эвакуирована в город Омск. В 1951 вернулась в Запорожье и продолжала работу на прежнем предприятии. Неоднократно перевыполняла план производства, вела большую общественную работу.
Указом Президиума Верховного Совета СССР от 7 марта 1960 года в ознаменование 50-летия Международного женского дня, за выдающиеся достижения в труде и особо плодотворную общественную деятельность Терещенко Зинаида Филипповна удостоена звания Героя Социалистического Труда.
Дважды избиралась депутатом Запорожского городского совета. В 1967 году вышла на пенсию. Жила в Запорожье.
Умерла 11 декабря 2007 года в Запорожье, где и похоронена.
Награждена орденом Ленина, медалями.